# Ma direction
Singles de Sexion d'Assaut
Avant qu'elle parte
(2012) Wati House
(2012)
Pistes de L'Apogée
Mets pas celle là
(1) Disque d'or
(3)
Ma direction est une chanson du groupe de rap français Sexion d'Assaut sorti en 12 mars 2012 sous la Major Sony Music Entertainment. Extrait de l'album studio L'Apogée, la chanson a été écrite par Wati B, Lefa, Adams Diallo, Stan-E, Maska, Maître Gims. Ma direction est produit par Wati B.
Le single se classe dans le top 5 en France et en Belgique (Wallonie).

## Classement par pays
| Classement (2012)                       | Meilleure position |
| --------------------------------------- | ------------------ |
| Belgique (Wallonie Ultratop 50 Singles) | 2                  |
| Belgique (Flandre Ultratip 100)         | 7                  |
| France (SNEP)                           | 5                  |
| France (Club 40)                        | 6                  |
| Suisse (Schweizer Hitparade)            | 36                 |

### Certifications
| Région                                                                                                 | Certification | Ventes/Streams |
| --- | ------------- | -------------- |
| Suisse (IFPI)                                                                                          | Or            | 15 000x        |
| *Ventes selon la certification ^Mise en rayon selon la certification xNon précisé par la certification |               |                |